# Joan Antoni Hava Ferré
Joan Antoni Hava Ferré, de nom artístic Antonio Alba (Reus, 7 de desembre del 1873 – Santiago de Xile, 1940), va ser un guitarrista, professor de música i compositor català que s'establí a Xile.

## Biografia
Era fill de Manuel Hava Hernández, picapedrer de Tarragona que vivia a Reus, i de Rosa Ferré, d'Alcover. Va estudiar solfeig, cant i piano a Reus amb Josep Maria Ballvé. Més tard va aprendre a tocar la guitarra -que seria el seu instrument favorit-, la bandúrria, la mandolina, l'arpa i l'orgue. El 1890, amb 17 anys, va emigrar a Sud-amèrica, i cinc anys més tard es va establir a Valparaíso on treballava com a mestre de música i director de la coral de la Sociedad de Beneficiencia de Valparaíso. L'any 1903 va fer un viatge d'estudis a Europa per visitar els conservatoris de Barcelona, París, Madrid, Londres, Nàpols i Milà. Posteriorment va anar a viure a Santiago de Xile, i a la capital xilena va exercir de professor de guitarra; la seva deixebla Liliana Pérez Corey seria la principal formadora de guitarristes del país i creadora de la càtedra de guitarra de la Facultat d'Arts de la Universitat de Xile.
En la seva estada americana, Antonio Alba va compondre balls i peces per a cant, prestant una especial atenció al ric folklore xilè. Se li atribueixen 400 peces, 250 de les quals editades per «C. Kirsinger & Cª» de Valparaíso. També va publicar obres seves a «Sindicato Musical Barcelonés - Dotesio editorial de música» de Barcelona, a '«Unión Musical Española» de Madrid i a «Henry Lemoine et Cie» de París.

## Gravacions
- El vértigo, vals, Op. 119 per a 2 guitarres i Vals español, Op. 35 per a mandolina i dues guitarres inclosos en el disc compacte Guitarra clásica chilena del siglo XIX pel duet Juan Mouras-Guillermo Ibarra (Santiago de Chile: Ministerio de Educación, Fondo de Desarrollo de las Artes y la Cultura, 2002)
- Zamacueca, dins del disc compacte Mandolinas y Violines: Filarmónica del Puerto y la Pampa de l'agrupació "Filármonica Santa Cecilia" (Valparaíso, 2006)